# Clarissa (nome)
Clarissa  è un nome proprio di persona italiano femminile.

## Varianti
- Femminili: Clarice

### Varianti in altre lingue
- Francese: Clarisse[2]
- Inglese: Clarice[3][4], Clarissa[1][4], Clarisse[4], Klarissa[4]
- Latino: Claritia[3]
- Portoghese: Clarissa[1]
- Russo: Кларисса (Klarissa)
- Spagnolo: Clarisa[5]

## Origine e diffusione
È una forma latinizzata di Clarice, che deriva forse da una forma francese medievale di Claritia, a sua volta un derivato di Clara. Il significato sarebbe quindi "chiara", "brillante", "famosa".

## Onomastico
È un nome adespota, cioè non è portato da alcuna santa; l'onomastico si può festeggiare il 1º novembre per Ognissanti o lo stesso giorno di Clara, cioè generalmente l'11 agosto in memoria di santa Chiara d'Assisi.

## Persone

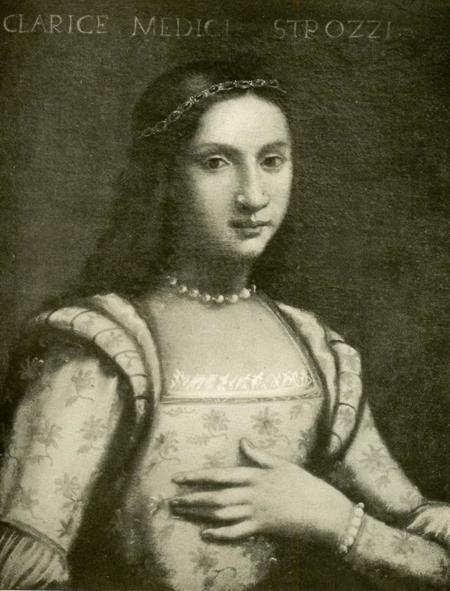
Clarice de' Medici

- Clarissa Burt, attrice e modella statunitense naturalizzata italiana
- Clarissa Claretti, atleta italiana
- Clarissa Davis, cestista statunitense
- Clarissa Cristina dos Santos, cestista brasiliana
- Clarissa Marchese, personaggio televisivo ed ex modella italiana
- Clarissa Pinkola Estés, scrittrice, poetessa e psicoanalista statunitense
- Clarissa Selwynne, attrice britannica
- Clarissa Tami, conduttrice televisiva e attrice svizzera

### Variante Clarice

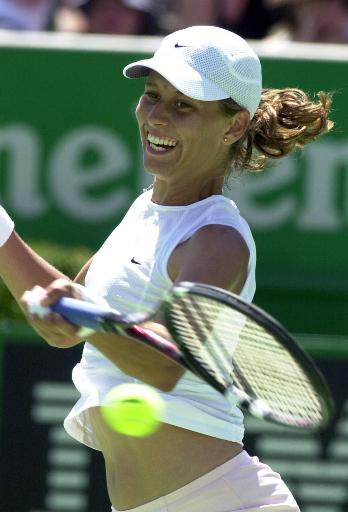
Clarisa Fernández

- Clarice Benini, scacchista italiana
- Clarice de' Medici, nobildonna italiana
- Clarice Lispector, scrittrice, poetessa e pittrice ucraina naturalizzata brasiliana
- Clarice Orsini, moglie di Lorenzo il Magnifico
- Clarice Petacci, detta Clara o Claretta, amante di Benito Mussolini
- Clarice Tartufari, scrittrice italiana
- Clarice Taylor, attrice statunitense

### Altre varianti
- Clarisa Fernández, tennista argentina
- Clarisse Machanguana, cestista mozambicana
- Clarisse Menezes, schermitrice brasiliana

## Il nome nelle arti
- Clarice è il nome della moglie di Rinaldo nel ciclo carolingio.
- Clarice è un personaggio dell'opera lirica La pietra del paragone, di Gioachino Rossini.
- Clarice è un personaggio della commedia Il servitore di due padroni, di Carlo Goldoni.
- Clarice è un personaggio della commedia per musica Il duello, di Giovanni Paisiello.
- Clarice è un personaggio dei fumetti America's Best Comics, autista e amante di Cobweb, entrambe create da Alan Moore e Melinda Gebbie.
- Clarice è il nome della protagonista nel videogioco arcade City Connection.
- Clarice è il nome di una scoiattolina in uno dei primi cartoni animati di Cip & Ciop.
- Clarissa Dalloway è un personaggio del romanzo di Virginia Woolf La signora Dalloway.
- Clarissa Darling è un personaggio della serie televisiva Clarissa.
- Clarice di Lanza è un personaggio della serie di videogiochi Arcana Heart.
- Clarice Ferguson è una supereroina dei fumetti Marvel Comics, meglio nota col nome di Blink.
- Clarissa "Clary" Fray è la protagonista dei romanzi della serie Shadowhunters, scritti da Cassandra Clare.
- Clarissa Harlowe è la protagonista del romanzo epistolare inglese Clarissa (Clarissa, or, the history of a young lady), di Samuel Richardson.
- Clarisse La Rue è un personaggio della saga letteraria Percy Jackson e gli dei dell'Olimpo, scritta da Rick Riordan.
- Clarice Starling è un personaggio dei romanzi di Thomas Harris e dei film da essi tratti, Il silenzio degli innocenti e Hannibal.
- Clarice Willow è un personaggio della serie televisiva Caprica.
- Clarice è il nome di una delle città rappresentate da Italo Calvino nel romanzo Le città invisibili